# Kedia (Bokito)
Kedia (ou Kedea, Kidia) est un village du Cameroun situé dans la région du Centre, le département de Mbam-et-Inoubou et l'arrondissement (commune) de Bokito.

## Population
En 1964 Kedia comptait 504 habitants, principalement des Yambassa. Lors du recensement de 2005, 1 137 personnes y ont été dénombrées.

## Économie
Les nomades qui pratiquaient la monoculture de l'igname et la cueillette vers 1850 se sont transformés en paysans sédentaires, pratiquant une agriculture itinérante sur brûlis. Introduit vers 1890, le cacao est devenu la principale culture commerciale d'exportation. Elle a connu son expansion à la fin des années 1950. Aujourd'hui les cultures sont plus diversifiées et associées, avec des périodes de jachère de durée variable en fonction des sols.